# 貝德福德公園林蔭路車站
貝德福德公園林蔭路車站（英語：Bedford Park Boulevard station）是美國紐約地鐵IND匯集線的一個快車地鐵站，位於布朗克斯貝德福德公園，設有D線（任何時候停站）列車服務，同時也時尖峰時段B線的北端總站。

## 車站結構
| G  | 地面層                                     | 往大廣場出入口                  |
| B1 | 夾層                                       | 閘機、車站詢問處                |
| B1 | 貝德福德公園林蔭路隧道                     | 往貝德福德公園林蔭路出入口      |
| B2 | 北行                                       | 往諾伍德-205街（總站）          |
| B2 | 島式月台，D線列車左側開門，B線列車右側開門 |                                 |
| B2 | 南行                                       | 尖峰時段往布萊頓海灘（王橋路）  |
| B2 | 島式月台，左側開門                         |                                 |
| B2 | 南行（快速）                               | 往康尼島-斯提威爾大道（王橋路） |

此地下車站在1933年7月1日開放，設有兩個島式月台和三條軌道。北行月台南端設有一個儀器室。另外，南行月台以北一至兩節車廂長度的隧道內設有一節車廂長度的月台。

### 軌道配置
車站以南，中央軌道分成兩條，並成為路線的慢車軌道，而外側軌道則在兩條中央軌道下方通過，並在兩者之間匯合成一條軌道。中央軌道是路線的快車軌道，只在尖峰時段的尖峰方向使用。軌道配置容許列車停靠外側軌道然後在路線其餘部分使用慢車軌道。車站以北中央軌道擴成兩條軌道前往西面的匯集車廠。外側軌道彎向東前往諾伍德-205街，匯集線的最後一站。

## 外部連結
- nycsubway.org—IND Concourse: Bedford Park Boulevard
- Station Reporter — B Train
- Station Reporter — D Train
- The Subway Nut — Bedford Park Boulevard Pictures （页面存档备份，存于）
- Bedford Park Boulevard entrance from Google Maps Street View （页面存档备份，存于）
- 203rd Street entrance from Google Maps Street View （页面存档备份，存于）
- Underpass entrance from Google Maps Street View
- Platform from Google Maps Street View